# Lluc Salellas i Vilar
Lluc Salellas i Vilar   (Girona, 31 de desembre de 1984) és un periodista i politòleg, batlle de Girona des del 17 de juny de 2023.

## Biografia
És fill de Sebastià Salellas i germà de Benet Salellas —ambdós, advocats. És llicenciat en Periodisme i en Ciències Polítiques i de l'Administració, per la Universitat Pompeu Fabra i té estudis sobre nacions i nacionalisme per la Universitat d'Edimburg. Va exercir de cap de premsa de Muriel Casals a Òmnium.
Va ser el cap de llista de la circumscripció de Girona per la Candidatura d'Unitat Popular a les eleccions al Parlament de Catalunya de l'any 2012, any en què aquesta formació política es presentava per primera vegada a unes eleccions al Parlament i assolia tres diputats per la circumscripció de Barcelona però cap per les circumscripcions de Girona, Tarragona i Lleida.
A les eleccions municipals de 2015 va aconseguir ser regidor de la ciutat de Girona com a número dos de la llista de la candidatura CUP-Crida per Girona juntament amb Laia Pèlach com a cap de llista, Ester Costa i Toni Granados.
De 2015 a 2019 va ser regidor de la CUP-Crida per Girona al consistori gironí.
A les eleccions municipals de maig de 2019 va encapçalar la llista de Guanyem Girona, que va assolir la segona posició amb 8.311 vots i 6 regidors: Cristina Andreu, Xevi Montoya, Dolors Serra, Pere Albertí i Laia Pèlach. Del 2019 al 2023 va ser cap de l'oposició i portaveu de Guanyem Girona a l'Ajuntament de Girona.
A les eleccions municipals de 2023 va tornar a encapçalar la llista de Guanyem Girona, i va acabar esdevenint alcalde de Girona, després de pactar amb Junts per Catalunya i Esquerra Republicana. En aquesta ocasió, el partit de Salellas va obtenir 8 regidors i regidores: Cristina Andreu, Amy Sabaly, Sergi Font Domènech, Queralt Vila, Gemma Martínez i Sílvia Aliu.

## Llibres publicats
- El franquisme que no marxa, sobre el franquisme que va sobreviure a la Transició,[8] que també s'ha traduït a l'anglès
- No t'espanti aquest vent, una mirada crítica a la societat des de l'esquerra[9]
- La rebel·lió catalana: cinc veus sobre el procés i el futur d'Europa, amb Pagès Editors[10]
- Sebastià Salellas, advocat i activista, recull d'articles publicats pel seu pare[11]